# Spurensicherung – Jüdisches Leben in Hohenzollern

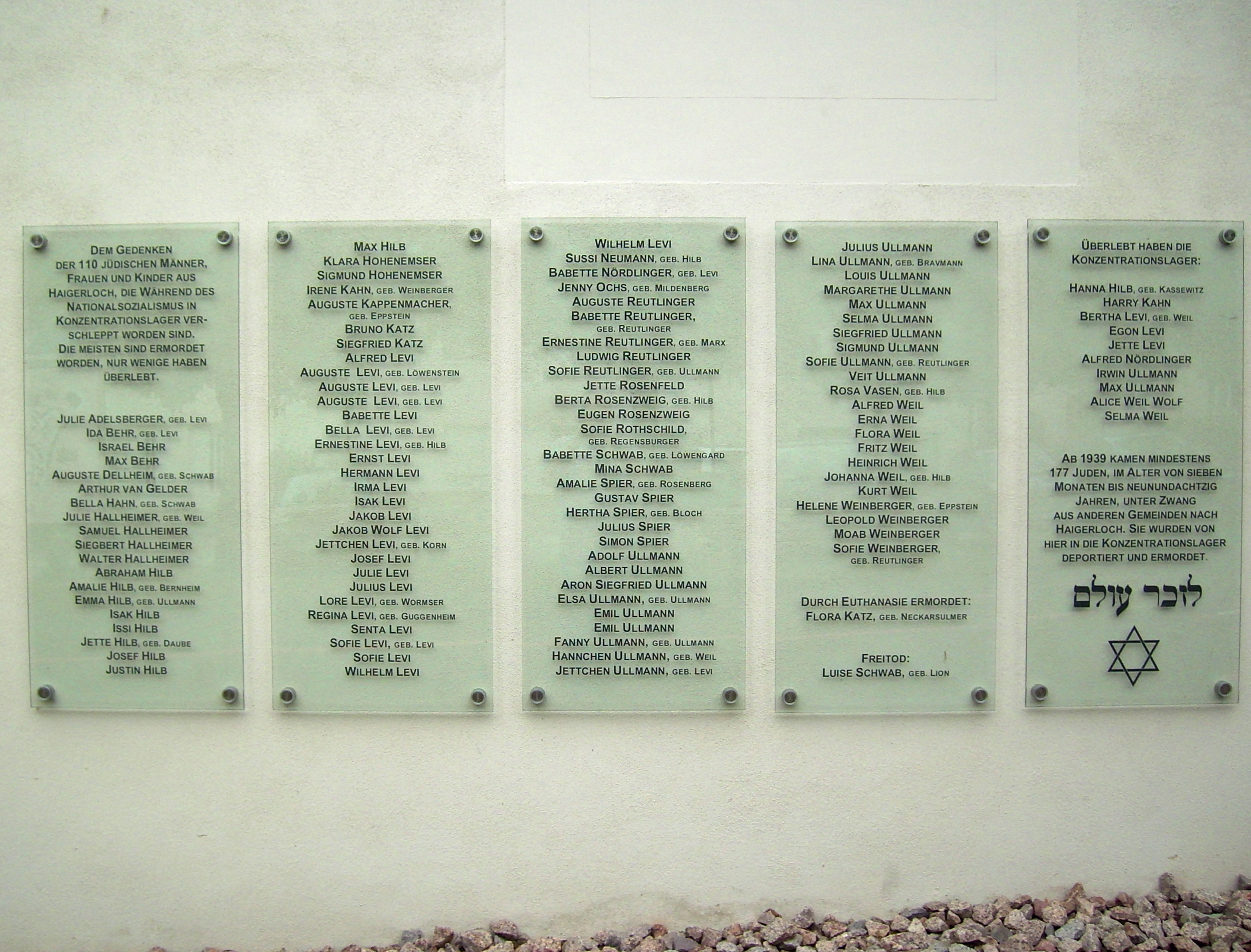
Gedenktafel an der ehemaligen Synagoge in Haigerloch

Spurensicherung ist eine Ausstellung in der ehemaligen Synagoge in Haigerloch. Erarbeitet und realisiert wurde das Projekt vom Haus der Geschichte Baden-Württemberg, der Stadt Haigerloch und dem Gesprächskreis Ehemalige Synagoge Haigerloch e. V. Ziel der Ausstellung ist die Sicherung von Spuren jüdischen Lebens in Hohenzollern.

## Inhalte
Die Deportationen aus Hohenzollern in die nationalsozialistischen Konzentrations- und Vernichtungslager in Osteuropa begannen am 27. November 1941. Fast alle verschleppten Juden wurden ermordet. Die jüdischen Gemeinden in Hohenzollern wurden zerstört.
Heute leben in Hechingen wieder Juden aus der ehemaligen Sowjetunion, aber vom einstigen jüdischen Leben in Haigerloch, Hechingen und Dettensee sind nur noch Bruchstücke vorhanden.
Die wenigen erhaltenen Originalgegenstände haben ihren ursprünglichen Zusammenhang verloren, manchmal sind auch die Eigentümer und die Herkunft unbekannt. Sie können nicht „die“ Geschichte der Juden wiedergeben, aber sind Zeugnis des früheren reichhaltigen und kulturellen, wirtschaftlichen und politischen Lebens der Juden in Hohenzollern. In den letzten Jahren wurden immer wieder neue Objekte ausgestellt. Jüngstes Beispiel ist die Tür der früheren Synagoge Dettensee.
Wesentlicher Bestandteil der Ausstellung ist ein umfangreiches Angebot an Zeitzeugeninterviews. Prominentester Gesprächspartner war der ehemalige Leiter der Hauptverwaltung A der DDR, Markus Wolf, der über seine Kindheit in Hechingen erzählt. Jüdische Emigranten berichteten von ihren Erinnerungen an das Leben in Haigerloch. In einem Interviewprojekt mit der Pädagogischen Hochschule Schwäbisch Gmünd wurden zahlreiche Haigerlocher Bürger zu den unterschiedlichen Nutzungen des Gebäudes befragt.

## Ort der Ausstellung

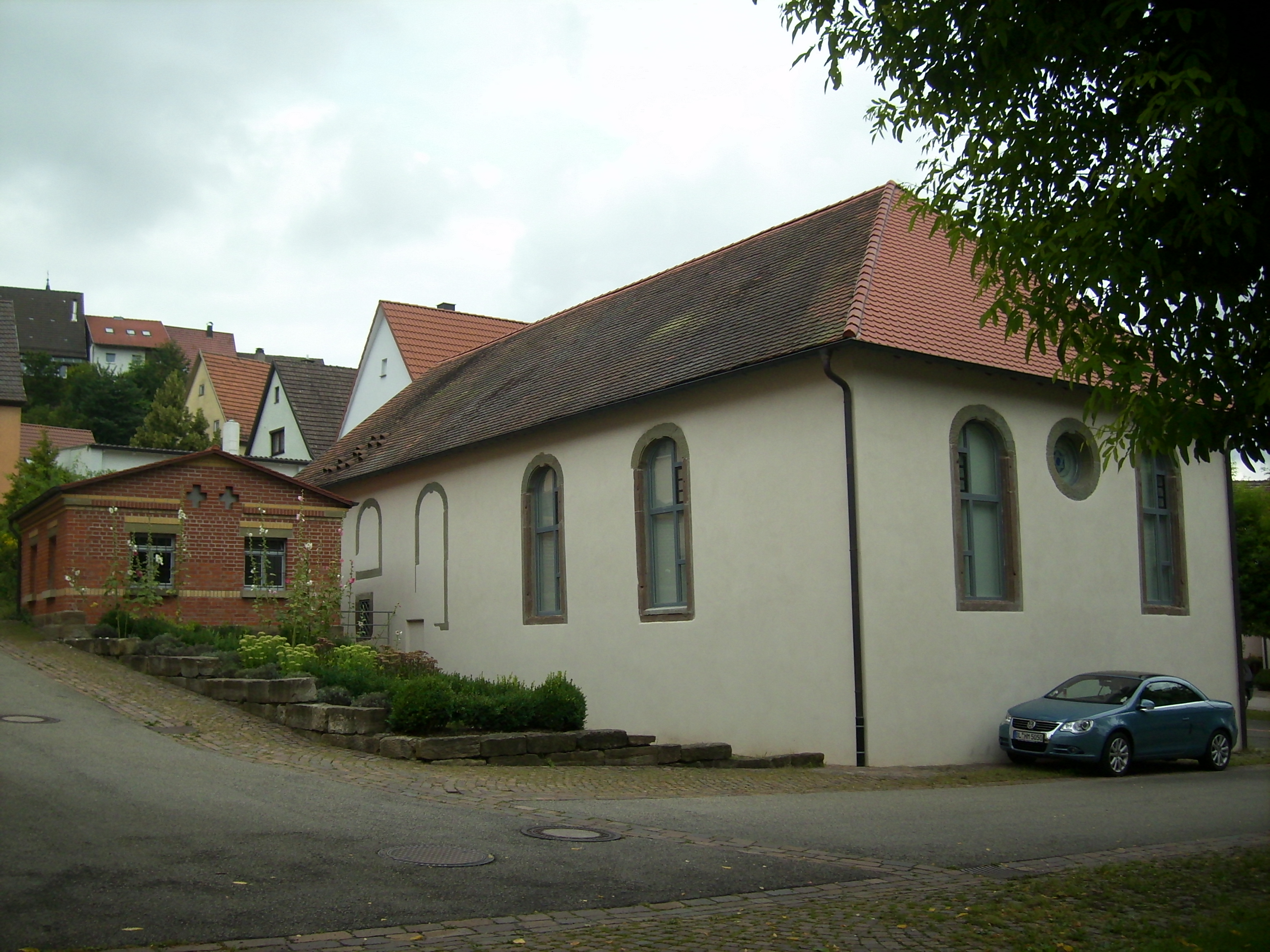
Die ehemalige Synagoge in Haigerloch

Die 1783 erbaute Synagoge ist eines der größten Bauwerke jüdischen Lebens in Haigerloch. Seit ihrer Verwüstung während der Novemberpogrome 1938 ist sie ihrer eigentlichen Bestimmung beraubt. Die Stadt Haigerloch beabsichtigte das Gebäude zur Turnhalle umzubauen und ließ dazu 1939/40 die Emporen abreißen, Toraschrein und Eingangstür zumauern und eine Balkendecke einziehen. Als 1952 die Eyach-Lichtspiele eröffnet wurden, hatte sich das Erscheinungsbild des ehemaligen Gotteshauses vollständig verändert. Der Kinonutzung folgte schließlich 1968 der Umbau zum Spar-Supermarkt. 1999 gelang es der Stadt und dem Gesprächskreis Ehemalige Synagoge Haigerloch e.V., das Gebäude zu kaufen und zu erhalten.